# Nadine Sierra
Nadine Sierra (ur. 14 maja 1988 w Fort Lauderdale) – amerykańska śpiewaczka operowa, sopranistka.

## Życiorys
Urodziła się 14 maja 1988 r. w Fort Lauderdale w południowej Florydzie. Mając sześć lat zainteresowała się operą, gdy jej matka przyniosła do domu kasetę z Cyganerią Giacomo Pucciniego w reżyserii Franco Zeffirelliego. Ukończyła Mannes College The New School for Music w Nowym Jorku. Debiutowała w Palm Beach Opera. Była uczestniczką Merola Opera Program i stypendystką Richard Tucker Foundation’s Study i Career Grants, a następnie beneficjentką (stypendium) Adler Fellowship Program realizowanego w operze w San Francisco, gdzie występowała w Napoju miłosnym Gaetana Donizettiego, Czarodziejskim flecie Wolfganga Amadeusa Mozarta i Heart of a Soldier Christophera Theofanidisa. Uczestniczyła w programie dla młodych artystów opery w Palm Beach i doskonaliła się w International Vocal Arts Institute i Music Academy of the West. W tym okresie śpiewała m.in. w: Jasiu i Małgosi Engelberta Humperdincka (jako Piaskowy Duszek), Małych kobietkach Marka Adama (jako Beth) i Cosí fan tutte Wolfganga Amadeusa Mozarta (jako Despina).
W 2007 r. odniosła zwycięstwo w Marylin Horne Foundation Vocal Competition (jako najmłodsza laureatka w historii), a dwa lata później zajęła drugie miejsce w Międzynarodowym Konkursie Wokalnym im. Mirjam Helin w Helsinkach oraz zwyciężyła w Metropolitan Opera National Council Auditions (ponownie jako najmłodsza w historii laureatka). W 2010 r. powtórzyła sukces podczas konkursu im. George’a Londona w Nowym Jorku, konkursu im. Gerdy Lissner w Nowym Jorku i konkursu im. Lorena Zachary’ego w Los Angeles. W 2013 r. została laureatką Międzynarodowego Konkursu Wokalnego Neue Stimmen, konkursu wokalnego im. Montserrat Caballé w Andorze i Międzynarodowego Konkursu Wokalnego im. Veroniki Dunne w Dublinie.
Występowała m.in. w Teatro di San Carlo w Neapolu, Florida Grand Opera oraz Seattle Opera jako Gilda w Rigoletcie Giuseppe Verdiego, w San Francisco Symphony (Stabat Mater Giovanniego Battisty Pergolesiego), w Boston Lyric Opera (Tytania w Śnie nocy letniej Benjamina Brittena, Gilda w Rigoletcie Giuseppe Verdiego), w Palm Beach Opera (Eurydyka w Orfeuszu i Eurydyce Christopha Willibalda Glucka), Operze Izraelskiej (Musetta w Cyganerii Giacoma Pucciniego), Virginia Opera i Teatro Lirico di Cagliari (Pamina w Czarodziejskim flecie Wolfganga Amadeusa Mozarta). Chwalona była przez krytyków po występie w El gato con botas Xaviera Montsalvatge w Gotham Chamber Opera. Na przełomie 2016 i 2017 roku wróciła do Paryża, gdzie wystąpiła w Operze Garnier w roli Zerliny w Don Giovannim Wolfganga Amadeusa Mozarta i Flawii w Heliogabalu Francesco Cavallego oraz w Opéra Bastille jako Pamina w Czarodziejskim flecie Wolfganga Amadeusa Mozarta i Gilda w Rigoletcie Giuseppe Verdiego.
W 2017 r. podpisała kontrakty z Deutsche Grammophon oraz Decca Gold. Nagrała debiutancki album There’s a Place for Us (2018 r.), z ariami i piosenkami, których autorami byli m.in. Leonard Bernstein, Stephen Foster, Douglas Moore, Igor Strawinski, Heitor Villa-Lobos, Ricky Ian Gordon, Osvaldo Golijov i Christopher Theofanidis. Opera News uznał ten debiut za wybitny. Drugi album Made for Opera (2022 r.) zawiera arie Giuseppe Verdiego, Gaetano Donizettiego i Charles’a Gounoda.